# ニュージーランド・レコード産業協会
ニュージーランド・レコード産業協会（ニュージーランド・レコードさんぎょうきょうかい、Recorded Music NZ）は、ニュージーランドでの音楽販売に関わる音楽プロデューサー、販売者、音楽家らによる非営利の業界団体。RIANZ は、ニュージーランドで営業する音楽レーベルならば参加可能となっているが、米国と英国の「ビッグ4」（EMI、ソニー、ユニバーサル、ワーナー）が全体の 4/5 を占めて運営を取り仕切っている。ビッグ4以外に53の企業が参加している。

## 違法コピー対策
RIANZ は著作権法92章A (Section 92A Copyright Act) の改正実現に協力的だった。この改正は、著作権保護されたデータのダウンロードに関し、裁判の有罪確定を待たず「告発」のみで利用者を締め出すよう ISP に要求するという、この種の法律としては世界で初のものになるはずだった。この改正と、それに関わる RIANZ の活動は多くの批判を浴びた。ISP はこの法律を「基本的権利を侵し、かつ全く実効性の無い、深刻な欠陥法」と指摘した。一方、何千人というアーティストらは RIANZ の姿勢に対する「失望」を口にして、公正な著作権の取り扱いを求めるキャンペーン (Campaign for Fair Copyright) に参加した。結果的にこの条項は完全に除かれ、2011年の著作権改正法案によって 92章A はファイル共有を禁じる 122章A に置き換わり、2011年9月1日をもって発効することになった。

## ニュージーランド音楽賞
ニュージーランド音楽賞は、音楽分野における際立った芸術的・技術的業績に対して RIANZ が毎年贈る賞である。これはニュージーランドの音楽界でバンドやアーティストが受ける賞としては最も権威があるものの一つである。この賞は1965年から毎年続いており、詳細なリストは RIANZ の公式サイトで見ることができる。

## 公式ニュージーランド音楽チャート
RIANZ はシングルとアルバムの公式週間チャート "New Zealand Top 40" を発表している。また他に、"Top 10 compilations" と、シングルとアルバムの "Top 40 NZ" も発表している。"Top 40 Singles Chart" は、シングルのセールス数と、ラジオ・データ収集業者の Radioscope が集計したラジオ放送回数の両方から決定される。配分は、ダウンロード販売を含むセールス数が 75%、ラジオ放送回数が 25% である。
RIANZ はニュージーランドでリリースされたシングルとアルバムの年間ランキングも発表している。2003年までは、ある週に1位となったディスクに50点、2位となったディスクに49点… という具合に通年分を加算して集計していた。2004年以降は、通年分のセールス数に応じて年間チャートは集計されている。
2007年4月から2011年10月にかけて、チャートはウェブサイト radioscope.net.nz で公開・保存された。ここには 13 の異なるチャートがリストされ、最も有名なのは RadioScope100 と NZ40 Airplay Chart だった。2011年10月に、radioscope.net.nz のサイトは全てのページについて HTTP 404 エラーを返すようになり、トップページには「RadioScope のウェブサイトはハッカーの侵入を受け、現在は停止しています。代わりのサイトを近々用意します。」と表示された。
2011年11月、RIANZ はアップデートされたチャート用ウェブサイトを立ち上げた。これには新しく NZ Singles と NZ Albums というチャートが加わり、これは公式シングル・チャートおよび公式アルバム・チャートとほぼ同じなのだが、国内のアーティストだけがエントリーされており、国外のものは含まれていない。また新しいチャート用ウェブサイトは、曲の試し聴き、音楽ビデオの視聴、楽曲やアルバムの購入ができるようになっている。

## ゴールドディスク認定枚数
シングルとアルバムは、小売店向けの出荷が 15,000 枚を超えたならばプラチナディスクの認定を受ける。7,500 枚を超えたならばゴールドディスクの認定を受ける。
音楽 DVD（以前はビデオ）は、2,500 本の出荷でゴールドディスク、5,000 本の出荷でプラチナディスクの認定を受ける。
| 部門               | ゴールド | プラチナ |
| ------------------ | -------- | -------- |
| アルバム、シングル | 7,500    | 15,000   |
| 音楽 DVD           | 2,500    | 5,000    |

## 演奏権
RIANZ の加入者の演奏権および放送権（これらはニュージーランドの法で制限される）は非営利のライセンス管理会社 PPNZ Music Licensing によって管理される。PPNZ はニュージーランド域内における、国内外の音楽レーベル、音楽家、販売店の権利を管理する。
PPNZ は、楽曲・ビデオの放送・コンサートから発生するライセンス料の徴収、権利者（これは RIANZ の加入者以外も含まれる）に対するライセンス料の配分について責任を持つ。PPNZ はあらゆる個人による・業務による演奏、公共空間（いわゆる一般家庭以外）での録音音楽の使用についてライセンスを認めることができる。公共空間とは、バー、カフェ、小売店、理容店、電話の保留音、スポーツ競技場、放送局、ジム、function centre など、録音音楽の演奏が発生する施設を指す。

## その他の活動
RIANZ はニュージーランドにおける国際標準レコーディングコード (ISRC) の管理を行っており、全ての楽曲・ビデオ作品を一意に識別するため、加入者に国名コードと登録者コードを割り当てている。
RIANZ は、オーストラリアレコード産業協会 (ARIA) や英国レコード産業協会 (BPI) といった他国のレコード産業団体と共に、IFPI（国際レコード・ビデオ製作者連盟）の一員となっている。
RIANZ は、映画製作者の業界団体であるニュージーランド著作権窃盗反対連盟 (NZ Federation Against Copyright Theft, NZFACT) と密接な協力関係にある。NZFACT は Motion Picture Association (MPA) と提携関係にある。